# Jean Domat

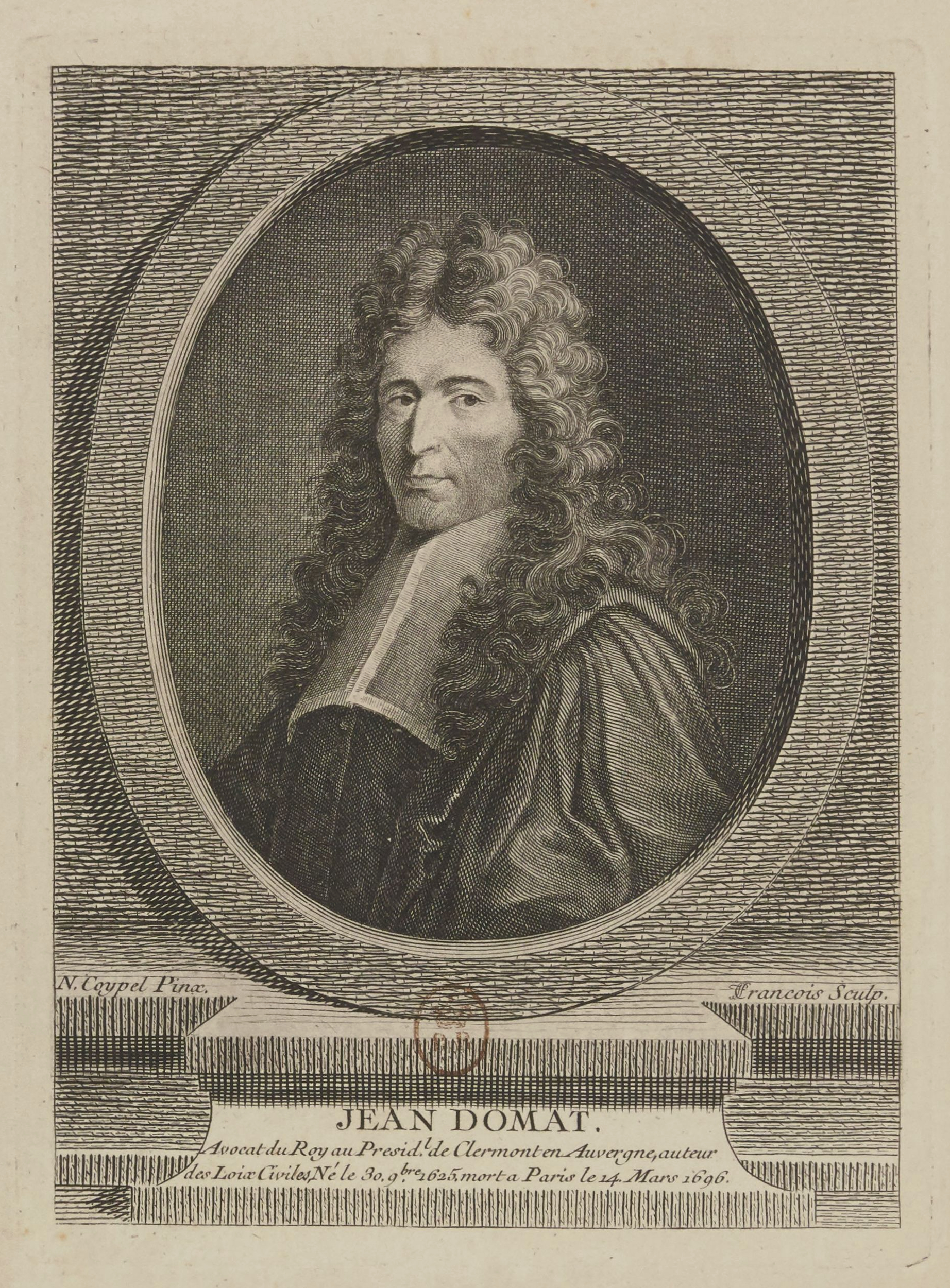
Jean Domat

Jean Domat (Clermont-Ferrand, 30 november 1625 - Parijs, 14 maart 1696) was een Frans jurist en schrijver.
Hij was -voordat hij zich volledig stortte op de rechtswetenschap- advocaat en later procureur van de koning in Clermont. Daarna wijdde hij zijn leven aan de rechtswetenschap.

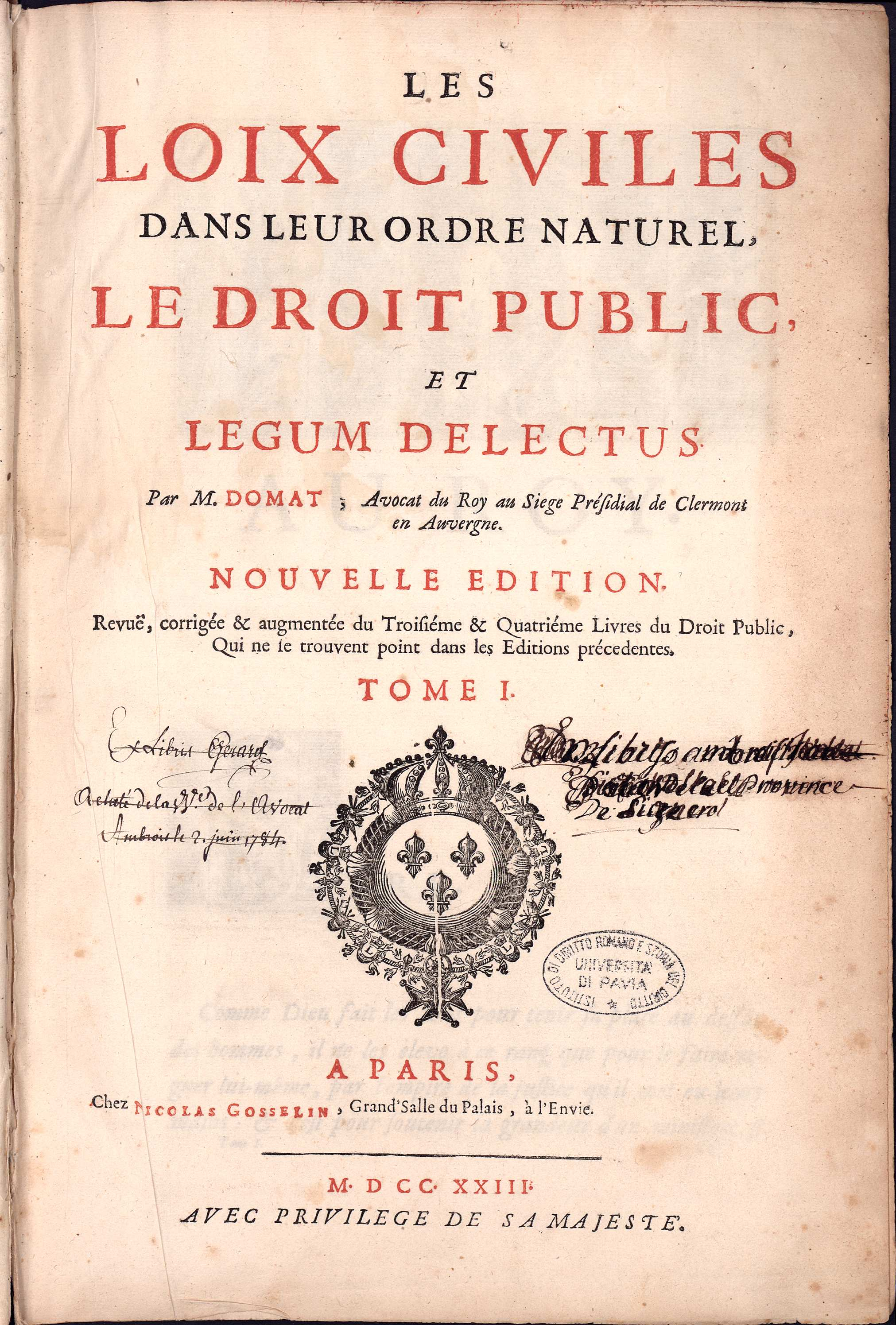
Le loix civiles dans leur ordre naturel, ed. 1723.

Zijn belangrijkste werk was Les lois civiles dans leur ordre naturel (1689), een handboek over burgerlijk recht. Dit boek zou een eeuw later een van de voornaamste inspiratiebronnen vormen van de Code Napoléon en dus rechtstreeks aan de basis liggen van onder meer het huidige Belgische en Nederlandse Burgerlijk Wetboek. Vaak wordt hij in een adem genoemd met Robert-Joseph Pothier als de indirect geestelijke vader van deze rechtsstelsels.